# Ellie Cornell
Ellie Cornell est une actrice et productrice américaine, née le 15 décembre 1963 à Glen Cove, Long Island (États-Unis).
Elle est principalement connue pour le rôle de Rachel Carruthers qu'elle tient dans Halloween 4 : Le Retour de Michael Myers (1988) et Halloween 5 : La Revanche de Michael Myers (1989), succédant à Jamie Lee Curtis.

## Filmographie

### Cinéma
- 1988 : Veuve mais pas trop (Married to the Mob) de Jonathan Demme : The Pushy Reporter
- 1988 : Halloween 4 : Le Retour de Michael Myers (Halloween 4: The Return of Michael Myers) : Rachel Carruthers
- 1989 : Halloween 5 : La Revanche de Michael Myers (Halloween 5: The Revenge of Michael Myers) : Rachel Carruthers
- 1998 : Free Enterprise : Suzanne Crawford
- 2000 : The Specials : Linda
- 2003 : House of the Dead : Jordan Casper
- 2005 : All Souls Day: Dia de los Muertos : Sarah White
- 2006 : The Thirst (en) de Jeremy Kasten (en) : Nurse Linda
- 2006 : Room 6 : Sarah
- 2006 : The Darkroom : Dr. Allen
- 2006 : Dead Calling : Tina Prescott
- 2009 : Reconciliation : Ellie
- 2013 : Caught on Tape : Wagner
- 2020 : Dead Reckoning : Jennifer Crane
- 2020 : Green House : Beth Green

### Télévision
- 1988 : Nos plus belles années (Thirtysomething) (Série TV)
- 1989 : Just Tipsy, Honey (Téléfilm) : Patty Adams
- 1990 : Chips, the war dog (Téléfilm) : Kathy Lloyd
- 2005 : House of the Dead 2 (Téléfilm) : Col. Jordan Casper
- 2006 : Dead and Deader (Téléfilm) : Dr Adams
- 2010 : The Event (Série TV) (1 épisode) : Marla Olsen
- 2011- 2012 : Femme Fatales (Série TV) (3 épisodes) : Janet Wright

### Réalisation
- 2008 : Prank

### Production
- 1998 : Free Enterprise
- 1999 : Where No Fan Has Gone Before: The Making of 'Free Enterprise' (Vidéo)
- 2000 : The Specials